# 加拿大劳工大起义
加拿大劳工大起义 是1918年至1925年间在加拿大发生的一系列联系松散的罢工、骚乱和劳资冲突，主要的组织者是加拿大一个大联盟。
这场起义是由多种因素导致的，包括生活成本上升、失业、工作强度、雇主不愿承认工会以及正在进行的国际革命。一个大联盟的目标是推翻资本主义和加拿大国家，并建立一种基于工人控制的工业制度和以工作场所而非居住地区为基础的民主制度的社会主义体制。
受到俄罗斯的十月革命和德国的斯巴达克同盟起义的激励，加拿大的工会变得越来越激进。起义始于1918年8月2日的温哥华大罢工，这起罢工遭到军方的暴力镇压，工会办公室被洗劫一空。罢工领袖维克多·米奇利被扔出窗外，并被迫亲吻英国国旗。对罢工的镇压激怒了工人，许多劳工领袖和地方工会呼吁发动革命来推翻加拿大政府。1918年9月，在加拿大工会所属的加拿大贸易和劳工大会全国会议上，不列颠哥伦比亚省劳工联合会领导人A·S·威尔斯表示，“我们必须拥有类似于在俄罗斯已被证明具有这种优势的工业组织。”加拿大贸易和劳工大会谴责了日益增长的激进主义。
1919年3月，激进的工会离开了加拿大贸易和劳工大会，组成“一个大联盟”。到1925年，一个大联盟组织了100多次总罢工，其中最著名的是温尼伯大罢工。意大利革命家安东尼奥·葛兰西宣称在加拿大，“工业罢工已经具有了建立苏维埃政权的明显特征”。1925年6月11日，钢铁工人和矿工在沃特福德湖战役中失败，劳工起义以失败告终。

## 背景
一战结束后, 加拿大出现了严重的通货膨胀。1916年至1918年间，生活成本增加了48%，到1920年增加到128%。租金、燃料和食品的价格都大幅上涨。许多在战时从事军火等行业工作的人失业。此外，服装和金属加工等行业开始采用技术来简化工作。这使得工作变得更加有重复性、密集性，并且使得工艺等技能变得多余。联邦政府的一份报告发现，产业工人遭受工作条件差、工作时间增加和工资低的困扰。童工依然存在，女工的处境也明显比男工差。
十月革命导致加拿大工人阶级日益激进，加剧了他们与雇主之间的紧张关系。加拿大社会党和世界产业工人等组织的受欢迎程度显着增加，吸引了许多人接受工团主义、社会主义和共产主义。
在加拿大劳工运动内部，关于工会的目的存在越来越多的分歧。社会主义或“激进”派认为，推翻资本主义并建立工人控制工业的制度和“生产供使用”应该是最终目标。这导致社会主义者日益倾向工业工会主义，它将所有工人组织到同一个工会，无论职业、工艺或技能水平如何。激进派也支持布尔什维克革命，这使他们与加拿大政府和中产阶级部分人疏远，而这些人原本同情劳工运动。在加拿大贸易和劳工大会领导层中占多数的温和派认为，工会的目的应该只是为了物质利益而进行谈判，例如工作时间和工资。温和派支持行业工会主义，它根据工人的行业组织工人。温和派受到龚帕斯和美国劳工联合会的显着影响，加拿大贸易和劳工大会隶属于后者。持续不断的盟军对布尔什维克革命的干预进一步加剧了这种分歧。激进派要求召回与苏俄作战的6000名加拿大士兵，而温和派对此保持沉默。

## 1918年罢工运动

### 卡尔加里
1916年至1918年间，卡尔加里的工会密度增加了35%，使其成为全国工会组织程度第八高的城市。工业工会主义取代了该市的行业工会主义，建筑行业委员会、木匠区委员会和CPR联邦贸易委员会成为该市44个工会中最大的工会之一。在卡尔加里贸易和劳工委员会（ETLC）内，社会主义者开始取得重要权力。社会主义者安德鲁·布罗奇 (Andrew Broatch) 成为当地钳工的领导人，并当选为市议会议员。1917年，R·L·塔伦当选为铁路雇员部第四部门的领导，代表阿尔伯塔省50,000多名工人。亚历克斯·罗斯赢得了阿尔伯塔省议会的一个席位。
1918年9月，R·L·塔伦的铁路雇员工会与加拿大太平洋铁路达成集体协商破裂。1918年10月5日，铁路工人违反加拿大行业和劳工大会的指示举行罢工。新成立的罢工委员会号召21名当地工会成员参加罢工，其中19人投票参加。钳工、管道安装工、铁匠、锅炉工、和电工放下工具，停止工作。10月19日，工人们拒绝发车，导致公共交通瘫痪。

这次罢工得到了第一次世界大战老兵的广泛支持。1918年11月2日，二等兵乔治·帕尔默 (George Palmer) 在卡尔加里一战退伍军人协会的群众大会上发表讲话：
“我们是否要允许一些贪婪的懒惰者、那些不知道、也从来不知道爱国主义和牺牲这两个词的含义的人来统治我们的生活？不！一千次也不！正是这个腐烂的腐败制度让有些人积累了数百万美元，而其他人却在挨饿。”
罢工最终取得了成功，铁路工人得到了他们要求的让步。

### 埃德蒙顿
1918年，埃德蒙顿劳工运动的战斗性显着增长。1918年1月19日，埃德蒙顿市任命了一位不属于消防员工会且敌视其存在的的消防队长，工会领导人因此投票决定在2月1日实行罢工。在埃德蒙顿市议会和埃德蒙顿市社会党市议员的支持下，罢工于3月19日成功结束。
1918年10月，埃德蒙顿贸易和劳工委员会投票赞成对邮政工人罢工和正在进行的铁路罢工进行全面团结行动。埃德蒙顿大干线铁路钳工E·J·汤普森表示：
“我们是生产者，但我们并没有得到我们生产的东西。”
团结行动的威胁使邮政工人的罢工取得胜利，并促成了铁路罢工的成功。

## 激进派分裂加拿大贸易和劳工大会
1919年3月13日，西部劳工大会在卡尔加里召开。在这次加拿大最西部五省的代表会议上，属于劳工运动激进派的工会从加拿大行业和劳工大会中分裂出来，组成了一个大联盟。
阿尔伯塔省派出的代表人数最多，为89名；不列颠哥伦比亚省派出的代表数量第二，为85名；马尼托巴省派出46名代表；萨斯喀彻温省派出17名代表；安大略省派出2名代表。除安大略省外，工会都占大会的大多数。加拿大西部的工会比东部的工会更加激进，他们认为东部的工会正在阻碍劳工运动的进展。西部劳工大会投票通过了去年9月在魁北克举行的全国贸易和劳工大会上被否决的多项决议。出席会议的工会投票决定退出加拿大贸易和劳工大会并组建一个大联盟。会议通过的决议成为联盟的纲领。 联盟是明确的社会主义者，并受到马克思主义思想的影响。
联盟的纲领要求：
- 每天工作6小时，每周工作四天且不减薪
- 所有加拿大工人将组织在同一个工会内
- 实行“无产阶级专政”，代表的选举将基于工作场所，而不是选区
- 工人通过工会控制工业
- 所有企业国有化
- 撤出所有驻俄罗斯的加拿大军队，并声援布尔什维克革命和其他共产主义起义
- 释放所有政治犯
- 消灭自由市场并建立“为使用而生产”而不是为利润而生产的计划经济
- 通过总罢工推进所有要求

一个大联盟立即遭到大多数媒体和加拿大行业和劳工大会内剩余工会的谴责，它们指控联盟试图在加拿大发动布尔什维克革命。

## 1919年一个大联盟罢工
| 省             | 罢工数 | 罢工工人数 | 罢工持续时间（天） |
| -------------- | ------ | ---------- | ------------------ |
| 新斯科舍       | 11     | 3,461      | 85,135             |
| 新不倫瑞克     | 6      | 128        | 631                |
| 魁北克         | 57     | 25,988     | 395,285            |
| 安大略         | 90     | 34,544     | 632,409            |
| 曼尼托巴       | 6      | 21,756     | 817,686            |
| 薩斯喀徹溫     | 9      | 2,041      | 31,833             |
| 阿尔伯塔       | 9      | 9,271      | 304,967            |
| 不列颠哥伦比亚 | 23     | 17,234     | 305,360            |
| 总共           | 210    | 114,423    | 2,573,306          |

### 阿默斯特
5月19日，温尼伯大罢工发生不到一周后，一个大联盟阿默斯特分支的工人们就组织了封锁该市的大罢工。联盟几乎覆盖了阿默斯特的所有工人，包括工程师、汽车工人、机修工、火车车厢建筑工、棉纺厂工人和鞋匠。阿默斯特联盟的领导人弗兰克·伯克 (Frank Burke) 允许任何工人加入工会，无论其工作场所的工会地位如何，并用一次性一美元的费用代替了工人加入时应缴交的会费。

罢工后仅仅一天内，罗布工程公司就与罢工工人进行谈判，同意增加工资和实行有限的工人自我管理，以换取工程师重返工作岗位。剩下的工人继续罢工长达三周，直到镇上的雇主同意承认工会、参加年度集体谈判以及实行九小时工作制且不减薪。

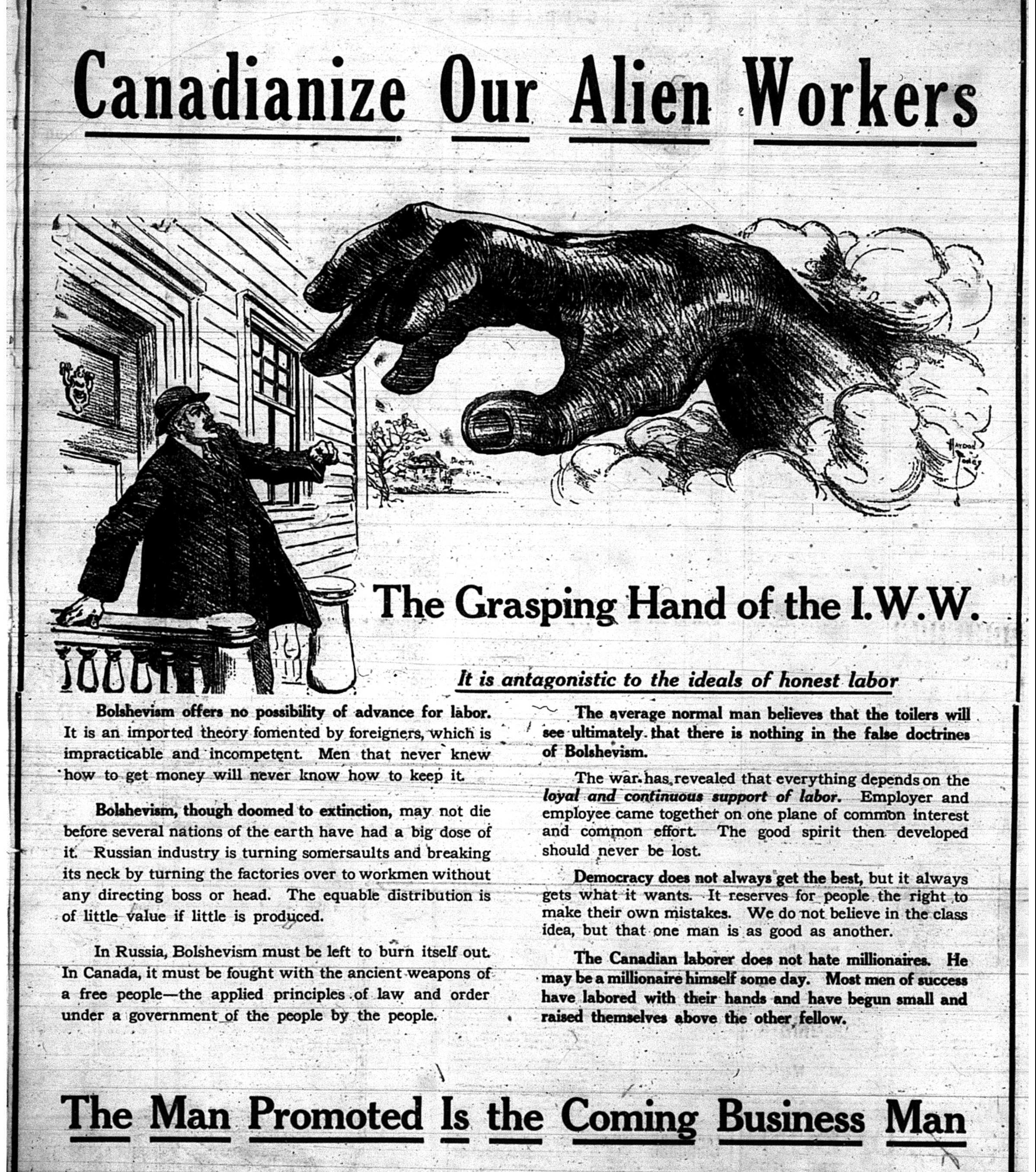
大罢工期间《卡尔加里先驱报》的头版

### 布兰登
布兰登于5月20日投票决定开始一场总罢工，罢工时间超过10,000个罢工日，成为加拿大人均罢工率最高的罢工之一。布兰登大罢工是1919年罢工浪潮中持续时间最长、最具凝聚力的总罢工。罢工始于电话接线员和铁路工人的罢工，但一周之内就有450名工人（几乎是这个小地方的全部工作人口）参加了罢工。这个小镇因此完全分裂了；一方是“布兰登太阳报”、当地执法部门和商界，另一方是布兰登贸易和劳工委员会，以及由阿尔伯特·爱德华·史密斯领导的人民教会。当包括36名一战老兵在内的350名罢工者在布兰登的街道上游行时，市议会召集了加拿大皇家骑警。
温尼伯大罢工被镇压后，布兰登贸易和劳工委员会呼吁全国其他地区继续举行总罢工，但终告失败。1920年，史密斯作为自治劳工党成员当选为马尼托巴省议会成员。

### 卡尔加里
5月25日，来自24个工会的卡尔加里工人投票支持总罢工。卡尔加里大罢工是该市历史上最大的劳资纠纷，罢工持续了四个星期，罢工时间达31,700天。随着罢工的进展，更多的工会投票参加，包括砖瓦匠、泥瓦匠和泥水匠。被聘为工贼的日本移民也纷纷辞职。工人成立了罢工委员会，负责协调罢工。该委员会多次组织穿过城市的游行，醒目的行进乐队演奏着国际歌和其他社会主义颂歌。委员会组织了舞会、午餐和筹款，筹集了数千美元的资金。妇女在罢工中也发挥了重要作用，家庭主妇和女工都参加了罢工委员会。卡尔加里的让·麦克威廉姆斯夫人将洗衣工组织起来，她反问道：“我们赞成血腥革命吗？为什么，因为任何形式的革命都会比现在的条件更好！”与其他城市一样，加拿大皇家骑警镇压了罢工。众所周知，警方没收并销毁了所有用红色皮革装订的书籍，因此导致骑警不小心烧毁了数十本圣经。
在血腥星期六事件发生后，罢工于6月25日被取消，但机械师、模具工和其他金属工人成功赢得更短的工作时间和更高的工资。

### 埃德蒙顿
埃德蒙顿在1,676票对506票决定支持罢工后，于5月26日开始了总罢工。埃德蒙顿38个工会中有34个参加，由社会党激进派和木匠工会领袖约瑟夫·奈特 (Joseph Knight) 和世界产业工人成员卡尔·伯格 (Carl Berg) 领导。罢工最有力的支持者是火车工人、机械师、铁路车间工人、矿工、建筑工人和公务员。与卡尔加里一样，工人们组织了一个罢工委员会，而此委员会的作用要大得多。在卡尔·伯格的领导下，工人成立了多个小组委员会，负责公认的健康、安全和通信等众多事务。罢工委员会将火车、供水和电力置于工人的控制之下。富裕社区的电力被切断，水只供应给医院和工人阶级社区。
卡车司机、出租车司机、木匠、泥瓦匠、锅炉工、水管工、油漆工、铁路车夫、堆场工、货运搬运工、机械师、快递员、蒸汽铲操作员、金属工人、铁路维护工人、铁路职员和铁匠都还在罢工。华裔移民工人也参与其中，使这场罢工成为多种族参与的——这在加拿大以白人为主的劳工运动中是一个值得注意的事实。工人们定期聚集在城镇广场，聆听莎拉·奈特等劳工领袖的演讲。然而这些会议常常被暴力驱散，加拿大社会党办公室被皇家骑警突击搜查并解散。总罢工持续了1个月，时间为24,000个罢工日。

### 多伦多
5月26日，多伦多以2:1的投票结果加入了日益壮大的总罢工浪潮。超过19,000名罢工工人的核心诉求是八小时工作制。这次罢工比之前的温哥华罢工和正在进行的温尼伯大罢工的暴力程度要低，唯一的一起有记录的暴力事件是在梅西哈里斯工厂，警察驱散了反对解雇罢工工人的纠察队。5月29日，罢工工人与雇主达成协议，接受每周工作48小时并有40小时保证、加班费、工龄福利和正式的申诉程序。许多工人，包括机械师、码头工人、肉类包装工人和服装工人，在整个六月和七月继续罢工，使几乎所有要求都取得了显着的进展。1919年5月至7月期间，安大略省有超过34,000名工人罢工，持续了632,409罢工日。

### 维多利亚
维多利亚工人们对于是否参加劳工起义存在分歧。尽管维多利亚贸易和劳工委员会宣称“一个大联盟是我们的理想目标，最终目标是工人作为一个阶级来对抗共同的敌人”，但该市的许多工会仍然奉行行业工会主义。6月1日，联盟维多利亚分部宣布大罢工。
参加罢工的有装卸工、造船厂工人、机械师、油漆工、填缝工和卡车司机。值得注意的是，教师也举行了罢工，使维多利亚大罢工成为大英帝国历史上第一次教师罢工。轮船上的非工会船员和钢铁厂工人也参与罢工。6月15日，1,400名强大的木匠工会加入了罢工，随后锅炉制造工于21日罢工，金属工人于23日加入罢工。支持行业工会主义的公务员、电工、有轨电车工人和邮政工人则反对这次罢工。
维多利亚大罢工持续了28,000个罢工日，涉及超过5,000名工人。

### 阿尔伯塔
总罢工失败后，与联盟一起组织的6,500名煤矿工人继续在阿尔伯塔省各地进行罢工，直至夏季。运用J·B·麦克拉克伦的“100%罢工”策略，矿工们成功地将维修工人和消防老板纳入罢工。最初的总罢工演变成一场争取采矿业承认联盟的激战。
加拿大皇家骑警被部署来保护采矿公司免受罢工煤矿工人的侵害，并允许采矿公司雇用打手来制止罢工。8月11日至9月1日，暴徒们每天获得10美元的报酬（相当于今天的150美元），并获得免费的酒，以换取对他们镇压罢工的回报。暴徒们带着指虎和铁撬在街道上巡逻，殴打和袭击矿工。五名暴徒闯入罢工领袖约翰·沙利文的家，并试图攻击他，但由于一名武装矿工的介入而未能成功。这名矿工后来因非法拥有枪支而被捕，这是罢工期间双方唯一被捕的人。

## 蒙特利尔骚乱和野猫罢工
蒙特利尔是加拿大的经济中心。在劳工起义期间，它是加拿大的商业、工业和金融中心，也是严重内乱和劳资冲突的发生地。1918年12月，包括消防员、卫生工程师和水工工人在内的1,500名公共部门工作人员举行了罢工。市政府的回应是实行泰勒制、裁员并招募商界领袖来镇压罢工。当地企业雇佣了工贼代替罢工者工作，并从蒂尔侦探服务公司雇佣了工会破坏者。这些行动在工人地区引发了一场大骚乱； 300次虚假火警被拉响，工贼遭到暴力袭击，蒂尔特工被送往医院。工会的努力最终取得了成功，蒙特利尔市被迫与他们进行谈判。
1919 年 4 月，许多商店和仓库的工人拒绝接收为多米尼快递公司工作的工贼运送的货物，并在蒙特利尔光热电力公司的劳资纠纷中强行驱散保护工贼的警卫。不久之后，4,000名卡车司机进行了野猫罢工。卡车司机占领了街道，撞倒了运送货物的汽车并将货物卸到街上。蒙特利尔贸易和劳工委员会（MTLC）谴责了卡车司机的策略，揭示了普通工人和受薪工会官员之间的分歧，前者倾向于更激进的做法，后者则更温和。
1919年5月，造船厂工人向委员会施压，要求举行总罢工，以支持在加拿大其他地方举行的罢工。委员会领导层拒绝将总罢工纳入动议以付诸表决。来自航运业和制衣业等各行业的12,000名工人进行了自发罢工，另外15,000名工人威胁要采取同样的行动。此次罢工引起了委员会和业界（包括港口委员会和加拿大太平洋铁路）的强烈反应。1919年5月至7月期间，蒙特利尔市有超过22,000名工人举行罢工。
蒙特利尔激进劳工的增长和好斗导致天主教会加大力度组建天主教劳工运动，增加天主教工会的资金、新闻和人员。

## 布雷頓角島劳工战争
新斯科舍省的煤田，尤其是布雷顿角岛的煤田，是20年代初加拿大阶级冲突的重要场所。1922年初，布雷顿角岛的大英帝国钢铁公司（“BESCO”）将煤矿工人的工资减少了三分之一。这些工人组织成北美煤矿工人联合会第26区，并在1919年的罢工浪潮中获得了官方认可。在J·B·麦克拉克伦的领导下，工人的应对措施是将产量减少了三分之一，因此，到夏末，大约一半的工资削减被撤回。在此期间，地方层面因工作场所管理、监督和安全问题发生了较小规模的罢工。1923年，布雷顿角岛的钢铁工人举行罢工，要求承认他们的工会。支持钢铁工人的布雷顿角岛煤矿工人也举行了罢工。省政府部署了警察，强行驱散聚集在惠特尼码头钢铁厂大门上的工人，包括麦克拉克伦在内的两名劳工领袖被捕。麦克拉克伦被北美煤矿工人联合会免职，并被判犯有煽动性诽谤罪。与之相反，麦克拉克伦于1922年底加入的加拿大共产党谴责了对罢工的镇压。该党的创始人之一和最有影响力的发言人安妮·布勒前往布雷顿角岛，协助工人组织起来。

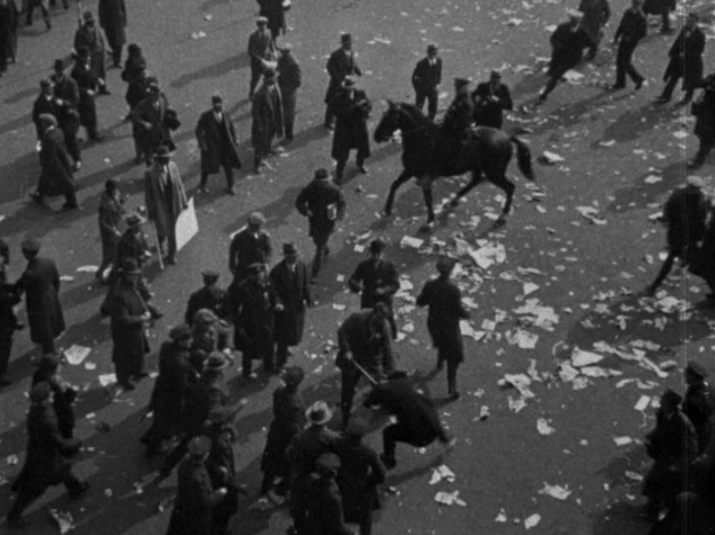
皇家加拿大骑警驱散罢工工人

在接下来的两年里，煤矿工人时断时续地罢工，最终在1925年达到顶峰，当时大英帝国钢铁公司拒绝与工会谈判新合同并减少工作日。从1925年3月开始，12,000名矿工举行罢工。钢铁公司的回应是切断工人进入公司商店的通道。1925年6月11日，多达 2000 名矿工朝沃特福德湖当地的发电厂游行，试图夺取它的控制权，但遇到了公司警察。公司警察向工人开枪，三人受伤，煤矿工人威廉·戴维斯被杀。矿工们随后冲向警察，迫使他们撤退。在30名电厂工人的配合下，矿工夺取了发电厂的控制权。矿工们还开始“解放”矿场的公司商店并分配货物。这场后来被称为沃特福德湖之战的事件以2000名加拿大陆军士兵的进攻而结束，他们驱散了矿工并恢复了钢铁公司的控制权。1926年皇家委员会报告后，大英帝国钢铁公司被迫承认煤矿工会并通过集体谈判与北美煤矿工人联合会进行协商。

## 结果
劳工起义未能像一个大联盟所希望的那样成为一场全国性的总罢工，从而建立一个合作的联邦。联盟面临严厉的镇压，当阿瑟·米恩延长对政治和劳工团体的战时禁令（第19条）时，联盟被查禁。由于其激进性质，大多数雇主拒绝与联盟谈判，导致许多工人抛弃它而转而加入更温和的工会。与更强大的加拿大贸易和劳工大会以及其附属的美国劳工联合会的冲突进一步削弱了联盟。
许多劳工起义的组织者后来在加拿大的社会主义运动中发挥了重要作用。温尼伯大罢工的组织者之一乔治·阿姆斯特朗在社会党名义下当选为曼尼托巴下议院议员。另一位罢工领袖罗杰·欧内斯特·布雷 (Roger Ernest Bray) 后来成为加拿大协同联邦党的创始人。J·B·麦克拉克伦成为工人团结联盟的领导人，该联盟是大萧条期间最大、最活跃的工会，也是加拿大共产党的直接附属机构。